# Musée du Léman
 (juin 2019).
Si vous disposez d'ouvrages ou d'articles de référence ou si vous connaissez des sites web de qualité traitant du thème abordé ici, merci de compléter l'article en donnant les références utiles à sa vérifiabilité et en les liant à la section « Notes et références ».
 (juin 2019).
Le Musée du Léman se trouve à Nyon, en Suisse, face au port de plaisance.

## Présentation
Fondé en 1954 par maître Edgar Pelichet, nyonnais passionné par sa ville, le Musée du Léman a pour mission de préserver et de mettre en valeur les patrimoines naturel, culturel et humain du lac. Plus de 22 000 objets et environ 100 000 documents constituent ses collections, allant de la taille d'une perle à un bateau de 14 mètres. Le Musée du Léman est dépositaire de fonds d’importance considérable, tels que le fonds de Jacques et Auguste Piccard (sous-marins et ballons stratosphériques), François-Alphonse Forel (fondateur de la limnologie), Aldo Balmas (modélisme), Abraham Hermanjat (peinture), CGN (bateaux à vapeur), Henri Copponex (architecture navale). Son inventaire est en cours d’informatisation et un dépôt pour ses collections a été construit en 2000-2001 par la ville de Nyon.

## Espaces thématiques
C'est un musée multidisciplinaire, on peut y voir plusieurs espaces thématiques.

### Aquariums
Les aquariums du Musée du Léman présentent environ 18 espèces de poissons différentes du Léman et de ses affluents, ainsi que des invertébrés (mollusques, crustacés).
Cinq bassins représentent les cinq grands milieux naturels, dans le lac et à proximité. Ils sont une façon originale de reconstituer fidèlement la vie des poissons dans leur milieu d'origine, depuis la rive jusqu’aux grands fonds. Cette présentation, proche de la réalité, met l’accent sur les espaces de vie où plusieurs espèces cohabitent.
Dans le noir, le visiteur peut observer les poissons du Léman, les reconnaître[Comment ?], et découvrir leurs comportements et leurs interactions.
Une partie de l'aquarium des grands fonds utilise le hublot rond du célèbre sous-marin F.-A. Forel.

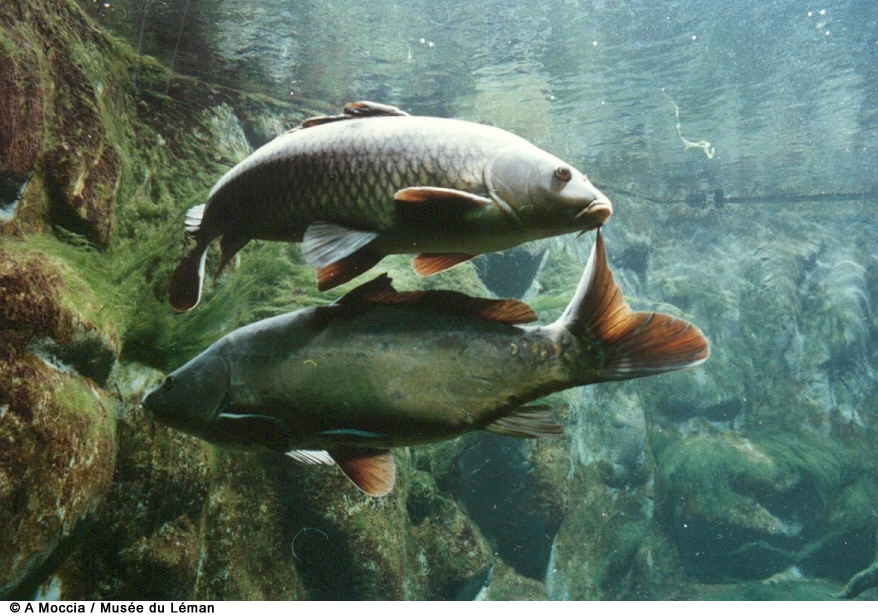
Les carpes
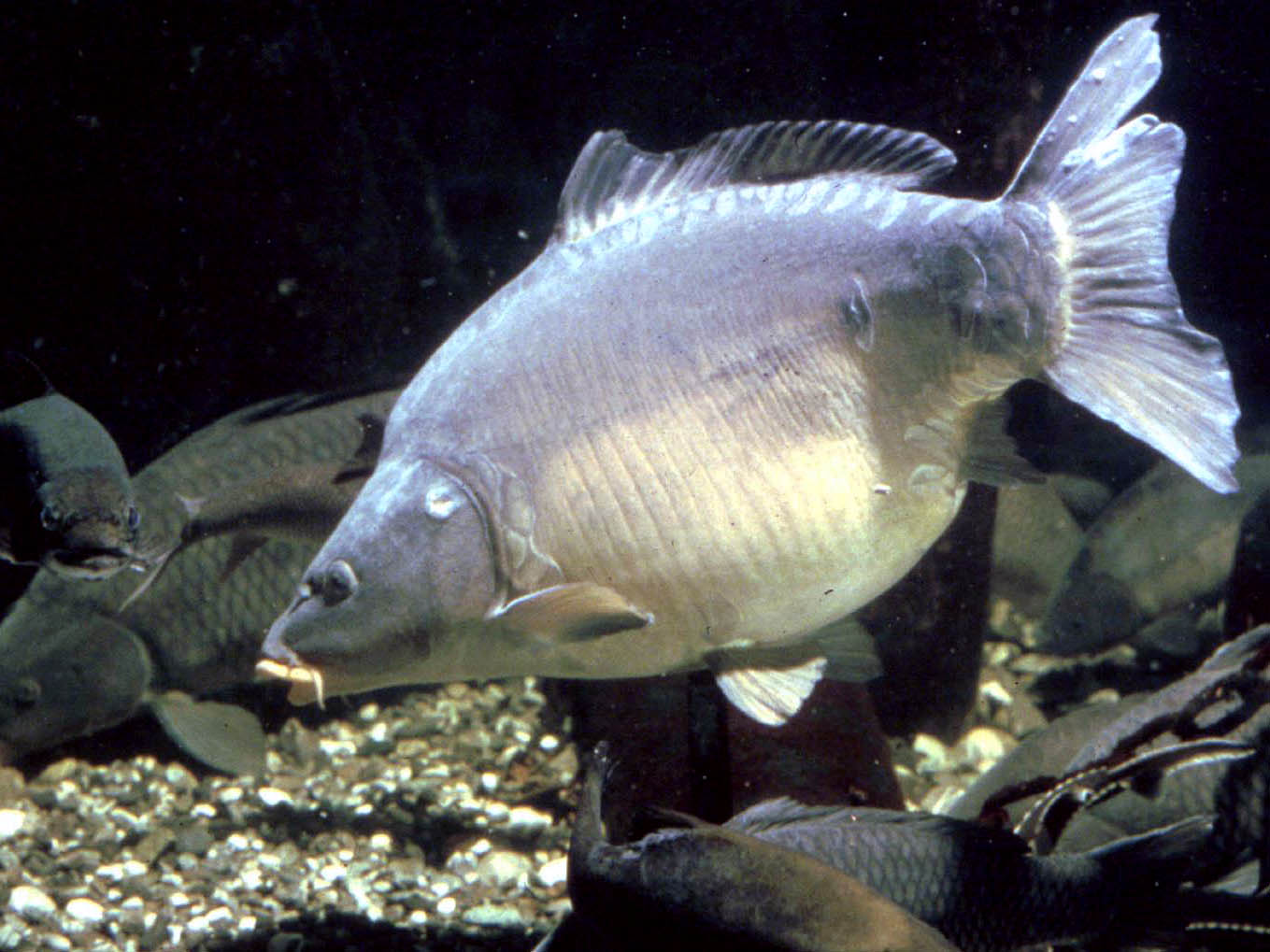

### Bateaux plaisance
Dans le domaine de la navigation, la collection du Musée du Léman est particulièrement remarquable : plus de 50 bateaux sont conservés et plus de 150 modèles réduits.
Une salle présente les fêtes traditionnelles organisées par les confréries de bateliers qui ont mené à la pratique de la navigation de loisir. Sept manifestations emblématiques sont mises en avant. La scénographie de la salle a été travaillée pour mettre en ambiance ces fêtes, sur la base à la fois de modèles réduits et d'embarcations traditionnelles de course à rames.

### Barques à voiles latines
Cette salle est dédiée aux barques historiquement dévolues au transport de marchandises sur le Léman jusqu'à l'arrivée du train en 1856.
Leur histoire est comptée au travers de divers objets de collection : des tableaux, des estampes et des gravures, mais aussi de nombreux modèles réduits. On relèvera également la présence de l'imposant gouvernail du brick Victoire, le fourneau du poste d'équipage de la barque la Reine Berthe, ainsi que divers éléments de la Vaudoise.

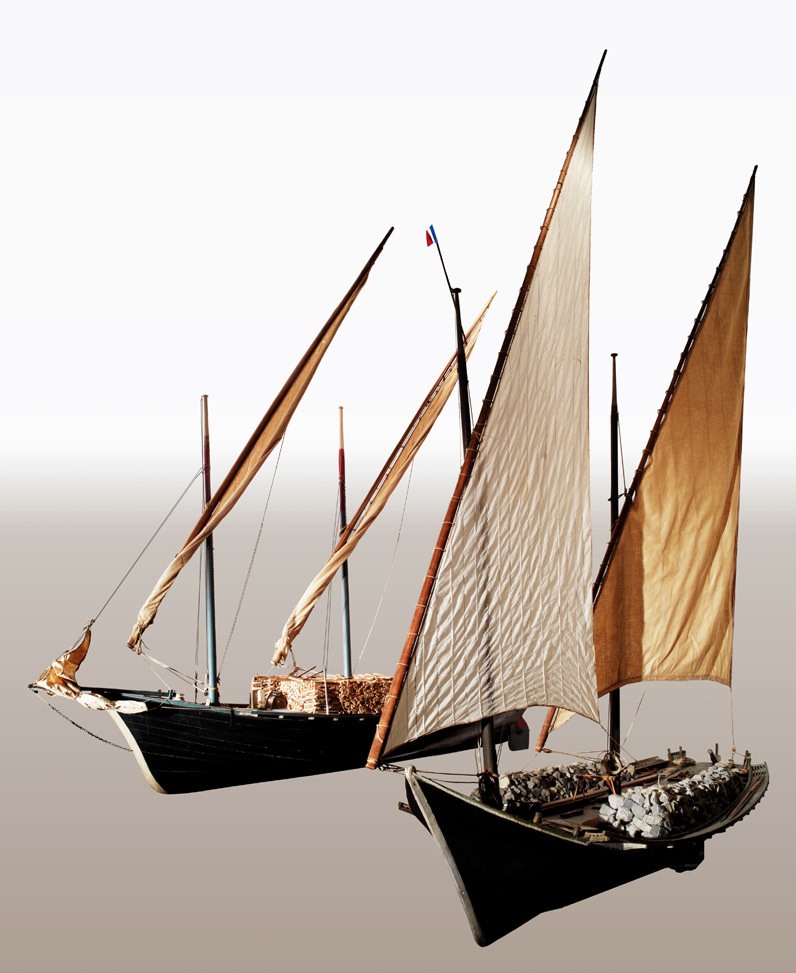
Barques à voiles latines

### Espace de la Compagnie Générale de Navigation sur le lac Léman (CGN)
Cet espace représente les célèbres bateaux à vapeur CGN, classés Monuments Historiques d'importance nationale en Suisse. La machine à vapeur de l'Helvétie est y exposée, ainsi que les salons 1re classe avec leurs riches panneaux en bois. À découvrir aussi le système de répétition d'ordres (ou télégraphe) entre le capitaine et le machiniste (vous pouvez l'essayer vous-même au musée).

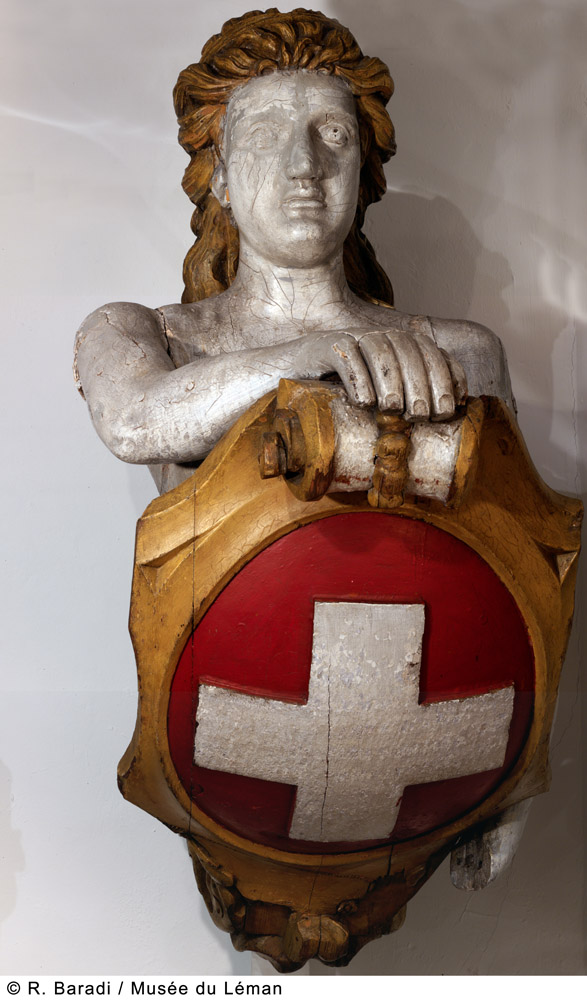
La proue
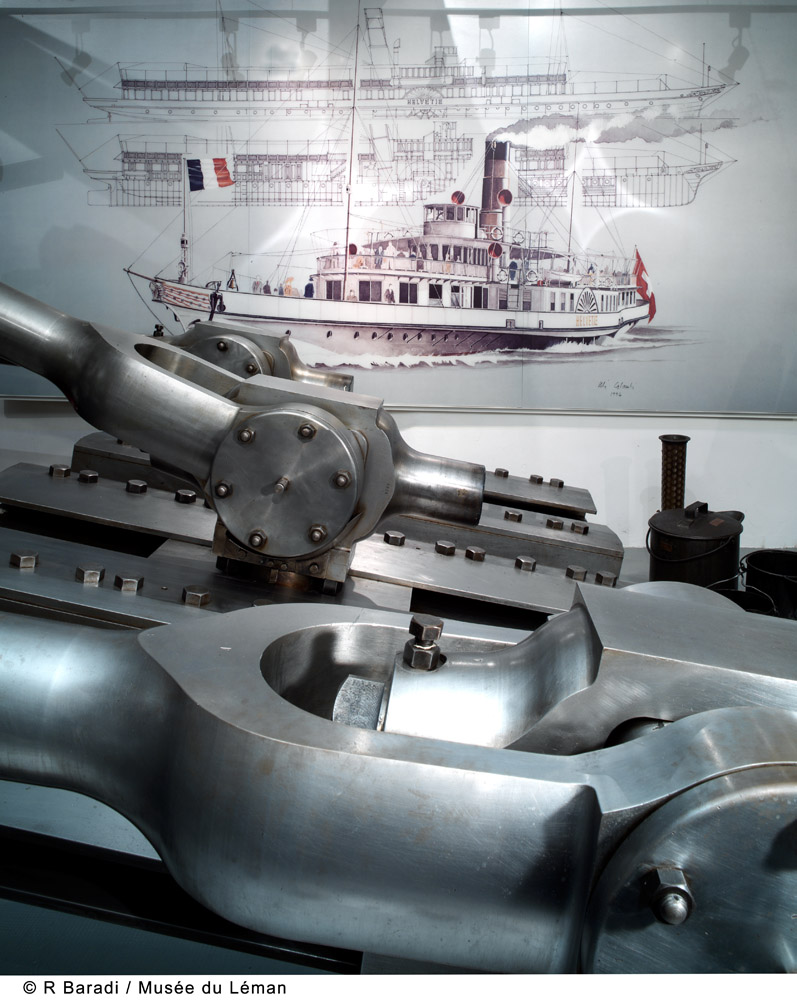
La salle des machines
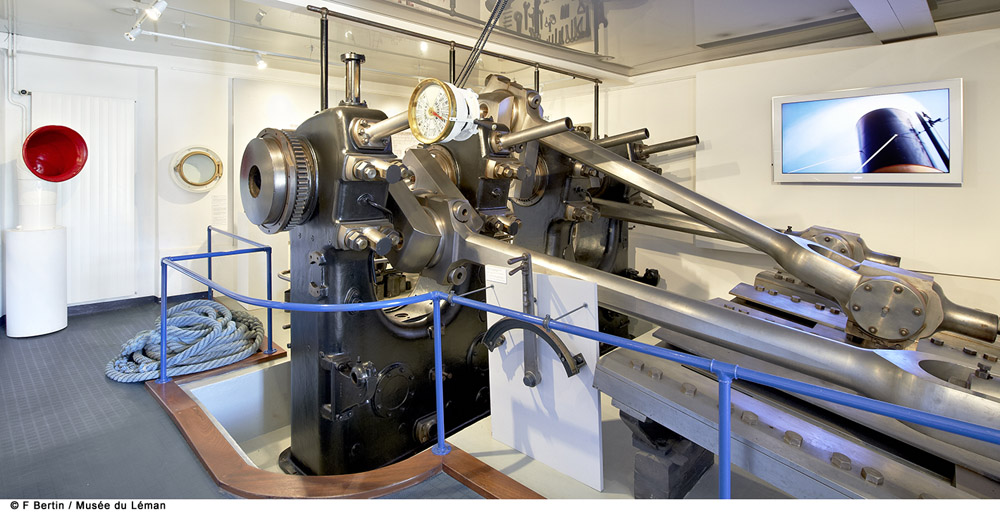
Machines de l'Helvétie II
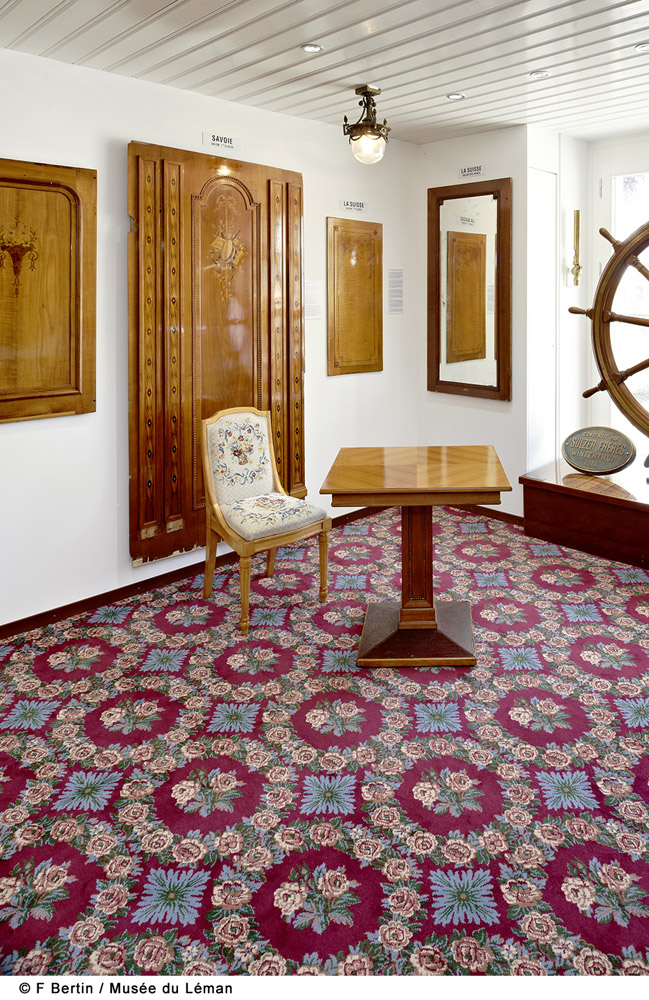
Les décors des bateaux
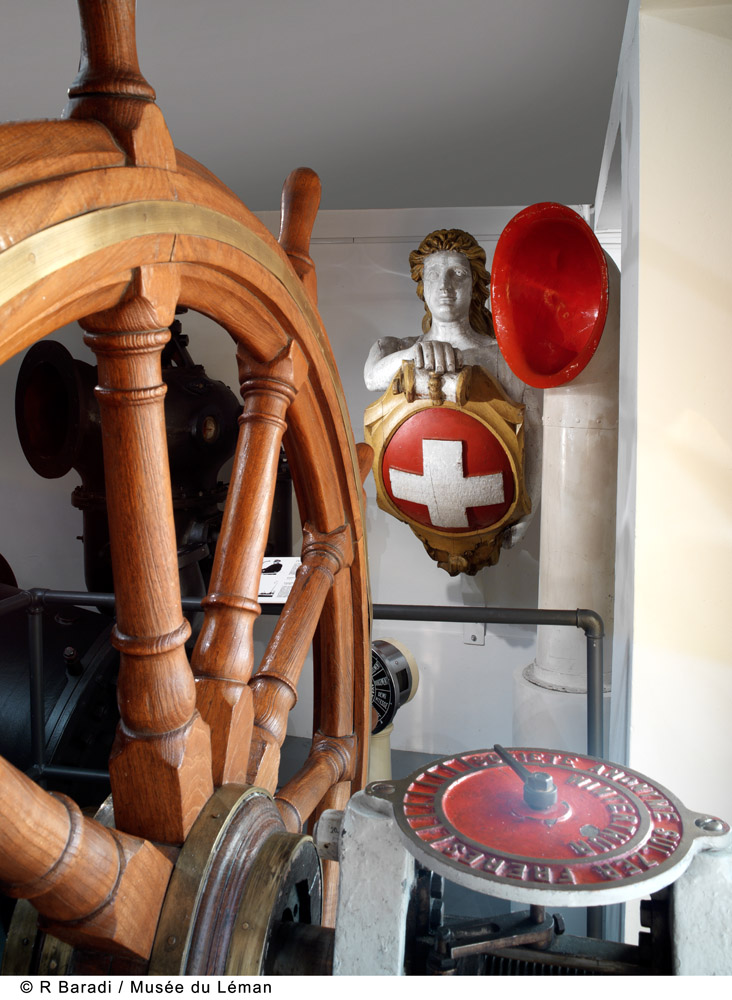
La salle CGN

### Histoire des sciences

#### Espace Piccard
On peut y voir les inventions de la famille Piccard (Auguste, Jacques et Bertrand) : les ballons stratosphériques, les sous-marins, l'avion solaire. De nombreuses photos, films et deux reconstructions grandeurs natures, ainsi que des modèles réduits.

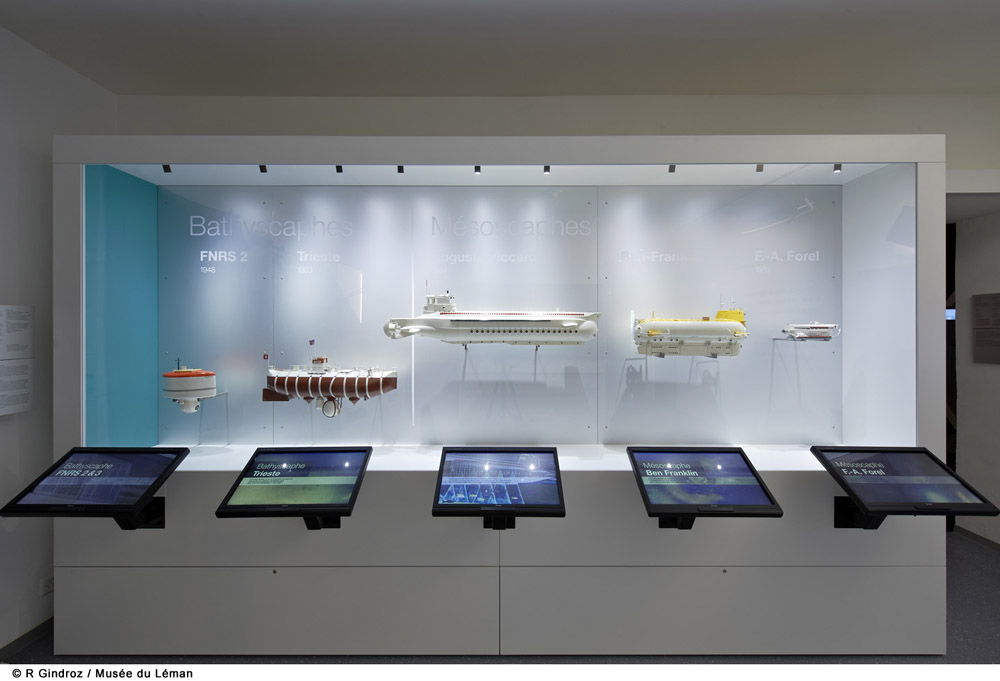
Modèles réduits des mésoscaphes
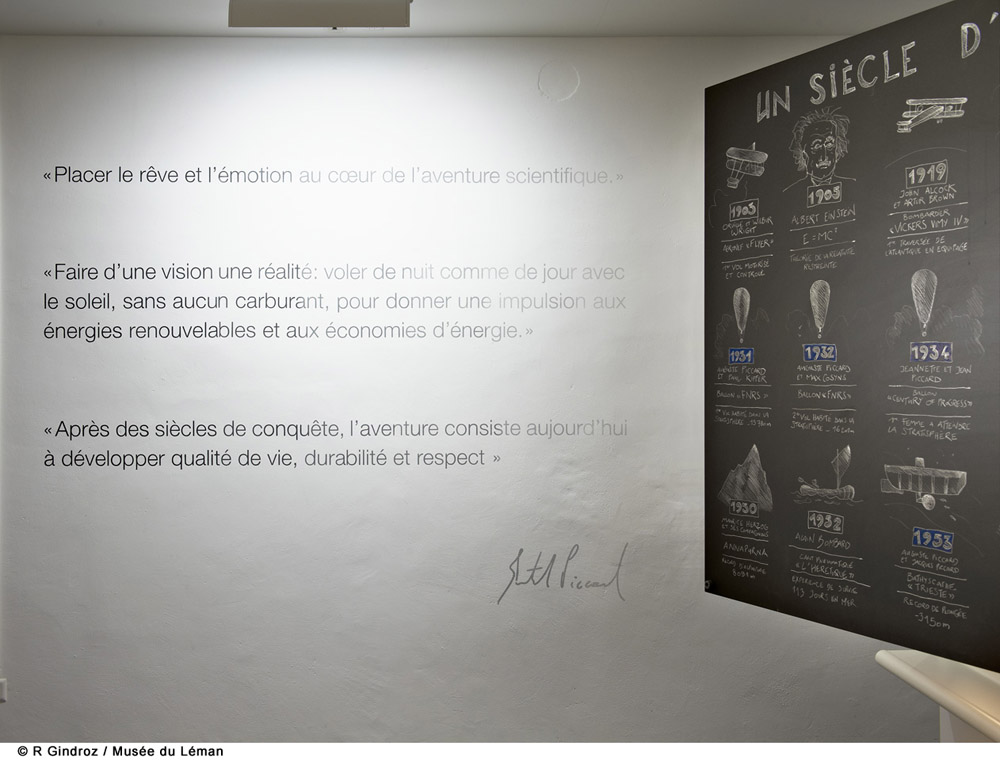
Citations d'Auguste Piccard
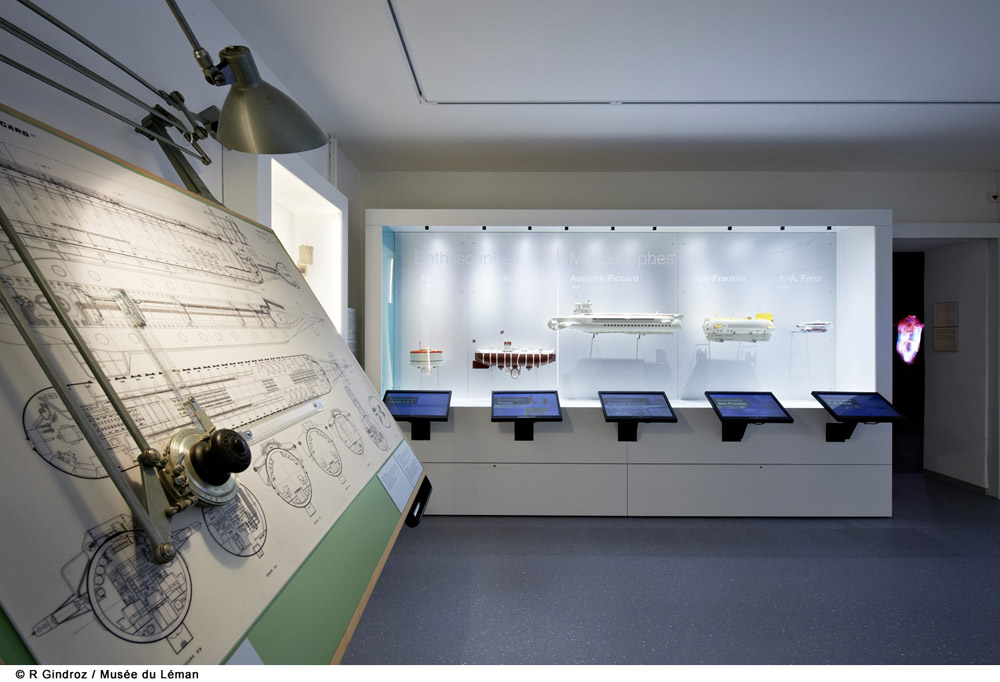
Table à plan du bureau Jacques Piccard
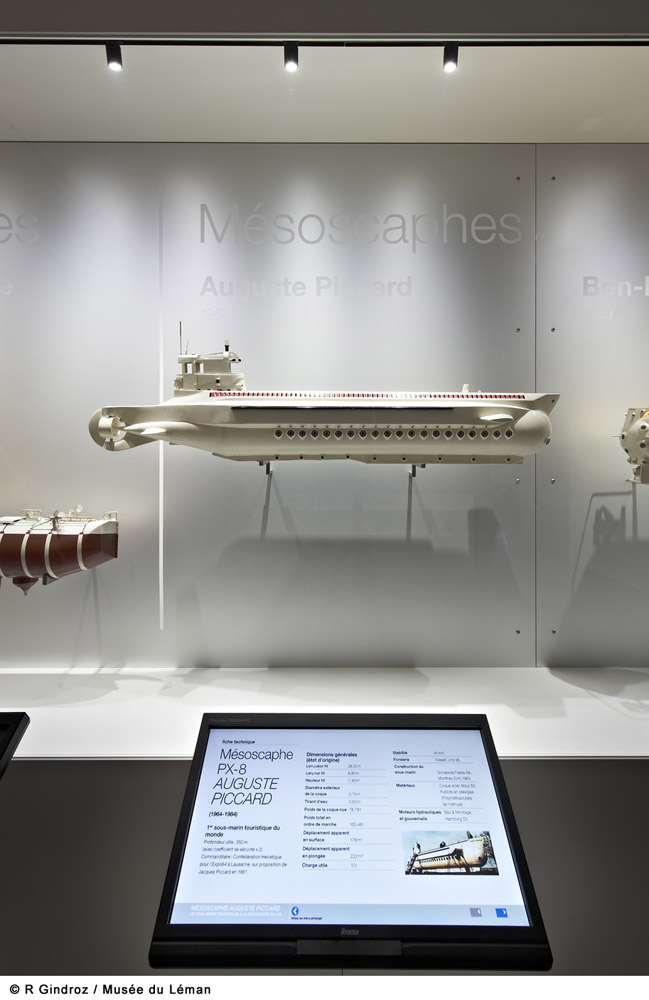
Modèle réduit d'un mésoscaphe
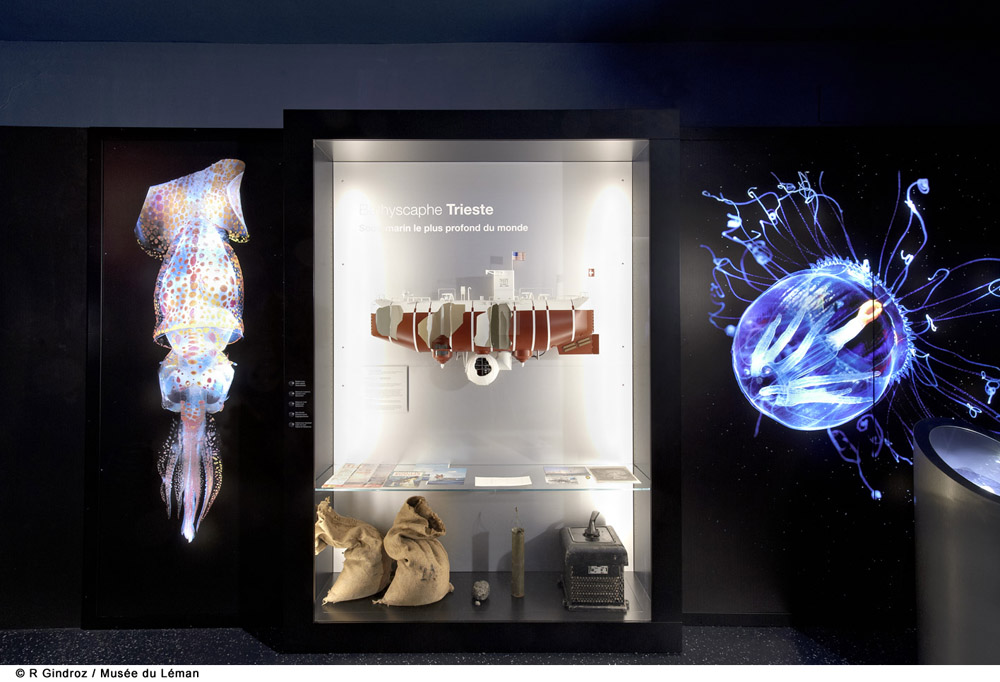
Bathyscaphe Trieste
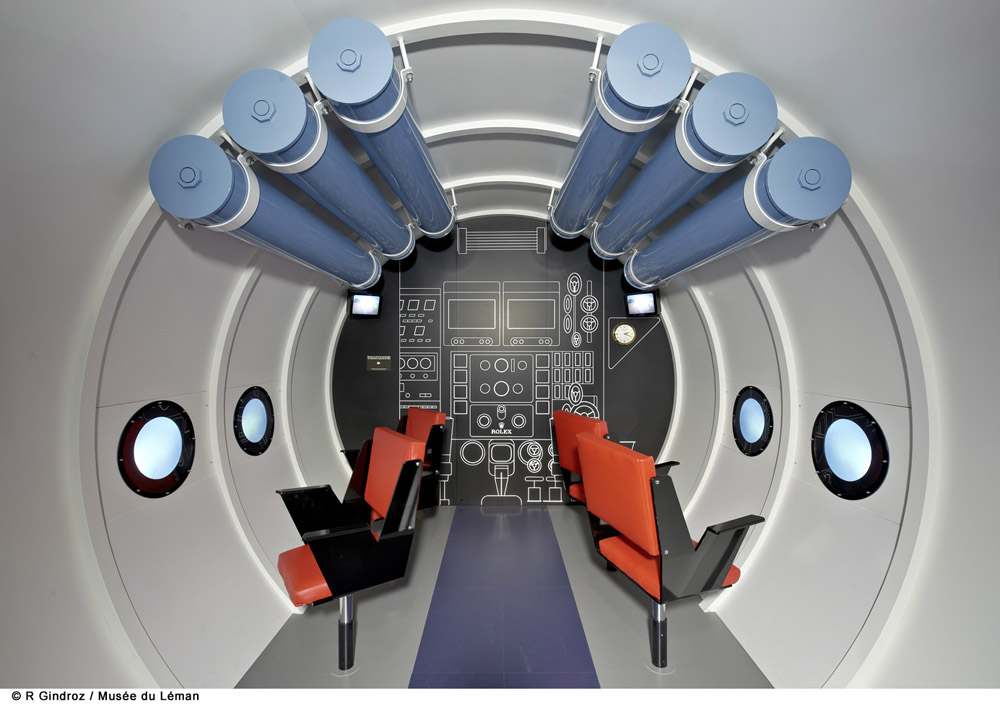
Reconstruction du sous-marin Auguste Piccard
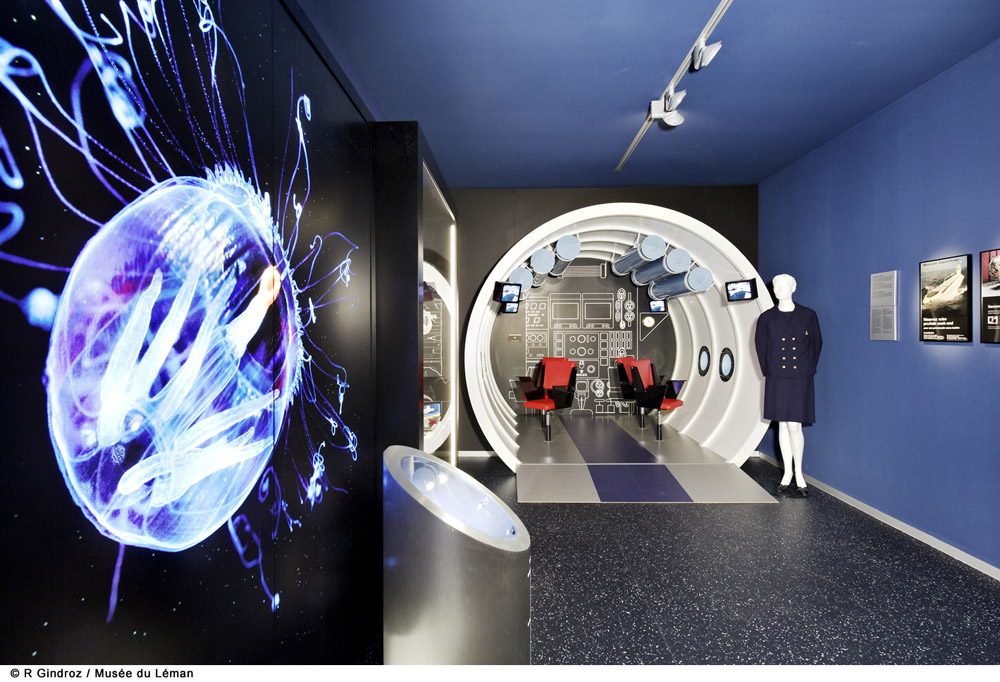
Mésoscaphe Auguste Piccard

#### Tsunamis
La dernière exposition permanente, à la réalisation de laquelle ont collaboré Laurent Graenicher et le géologue Pierre-Yves Frei, fait suite au documentaire de 2018 du premier, Un tsunami sur le lac Léman, et au livre du second, Un tsunami sur le Léman. Tauredunum 563.
Elle présente un des risques majeurs liés à la géologie du lac : la possibilité d'un tsunami, puisqu'une découverte scientifique récente, faisant suite aux recherches des limologues Katrina Kremer et Stéphanie Girardclos en 2010,, confirme l'existence du Tauredunum au Ve siècle et atteste qu’au moins cinq autres tsunamis, dont le plus ancien remonte à environ 3 750 ans et le dernier aurait eu lieu en 1584, ont agité le Léman à travers les siècles.

### Espace Sauvetage
Cet espace retrace l'histoire passée et présente du sauvetage sur le Léman, depuis les sociétés de sauvetages locales et indépendantes, à la fondation de la Société internationale de sauvetage du Léman (SISL) qui réunit les sauveteurs du Léman, et crée une série de postes de sauvetage en vue de porter un rapide secours aux personnes et embarcations en péril.

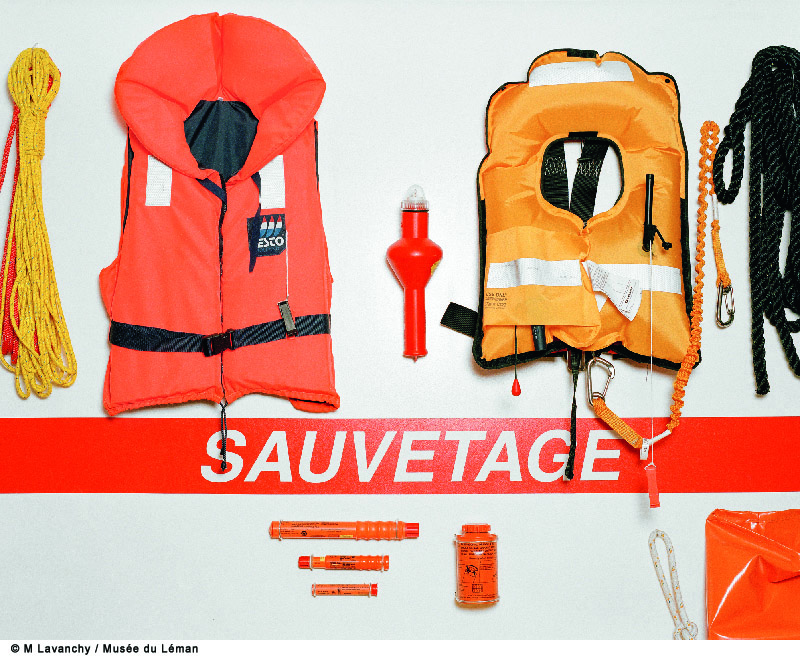
L’équipement pour le sauvetage
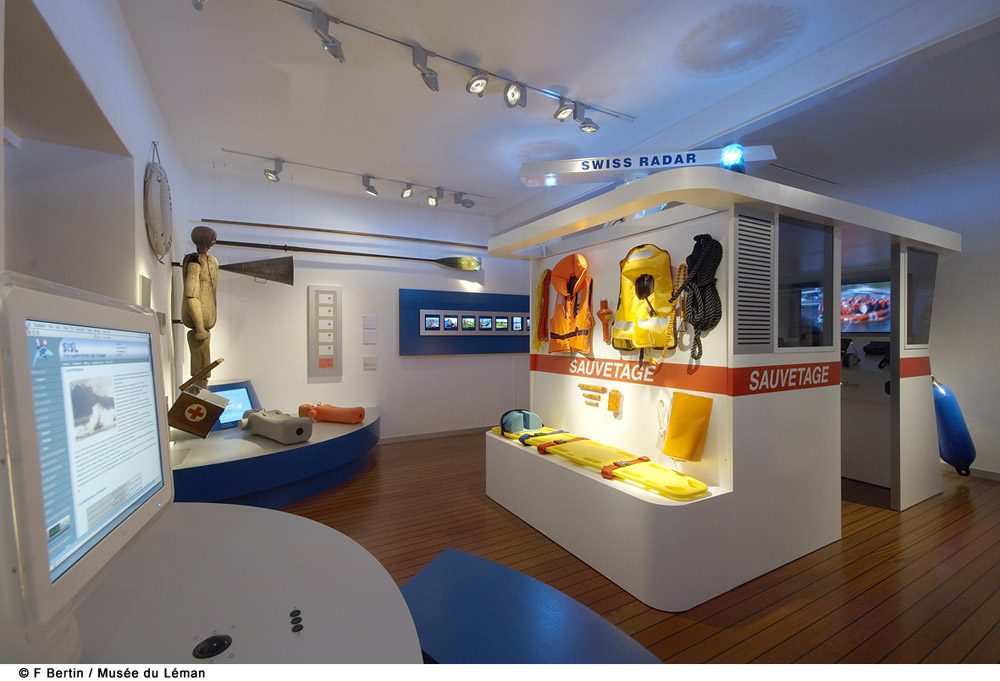
Reconstruction d'un bateau de sauvetage
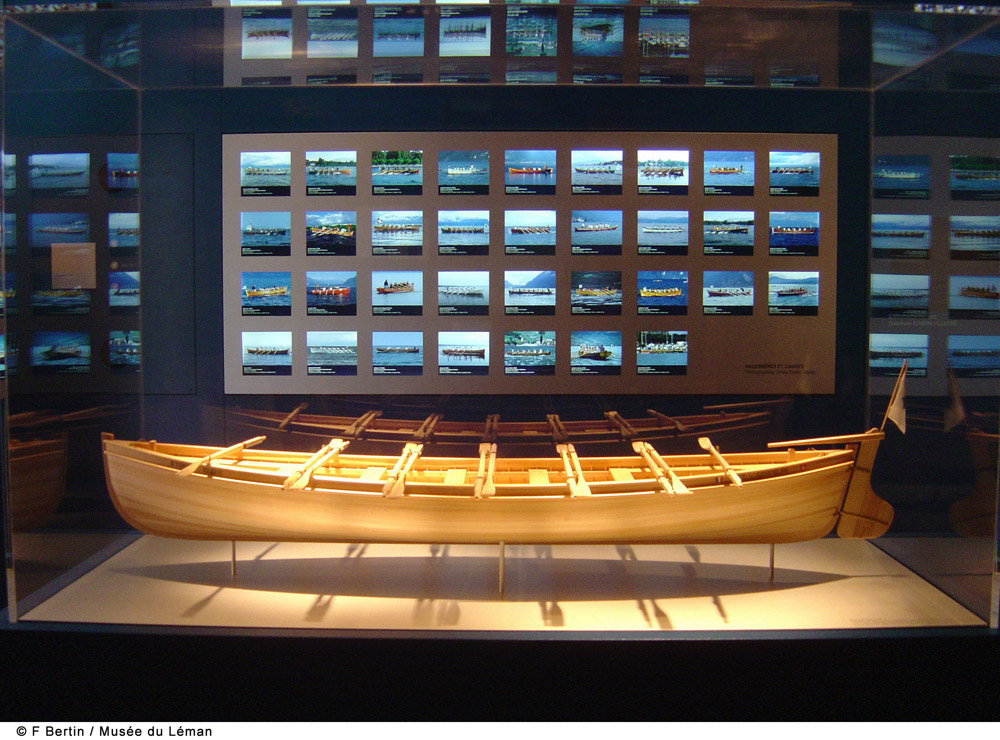
Salle sauvetage
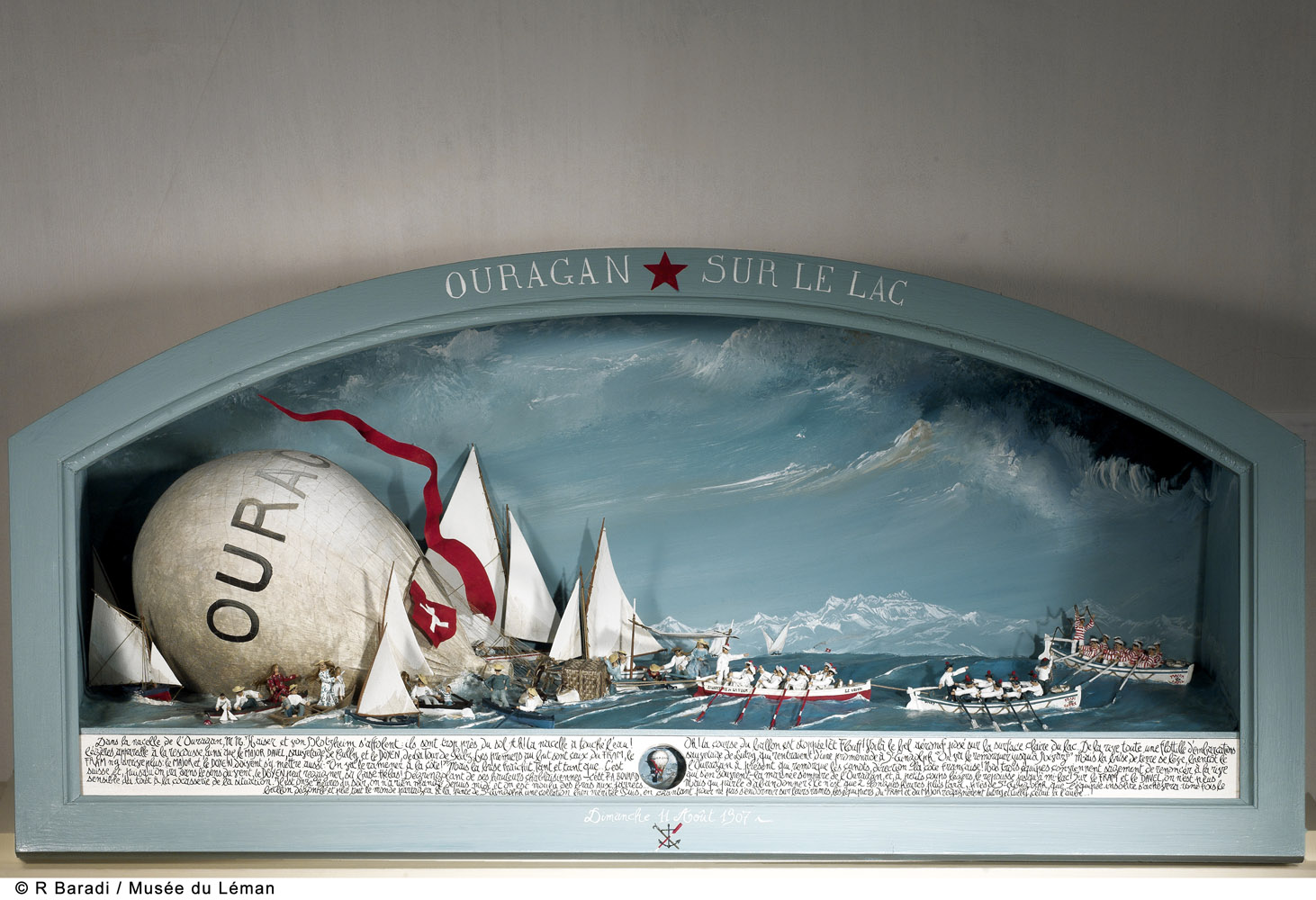
Ex-voto représentant le ballon Ouragan atterri sur le lac

### Salle de la pêche
La reconstitution d'une cabane de pêcheur professionnel plonge le visiteur dans l'univers d'une activité typique et très ancienne sur le Léman. La salle présente l'évolution des matériaux utilisés, notamment pour les filets, les quotas et tonnages des dernières années, la préparation du poisson, ainsi que les permis de pêche attribués.

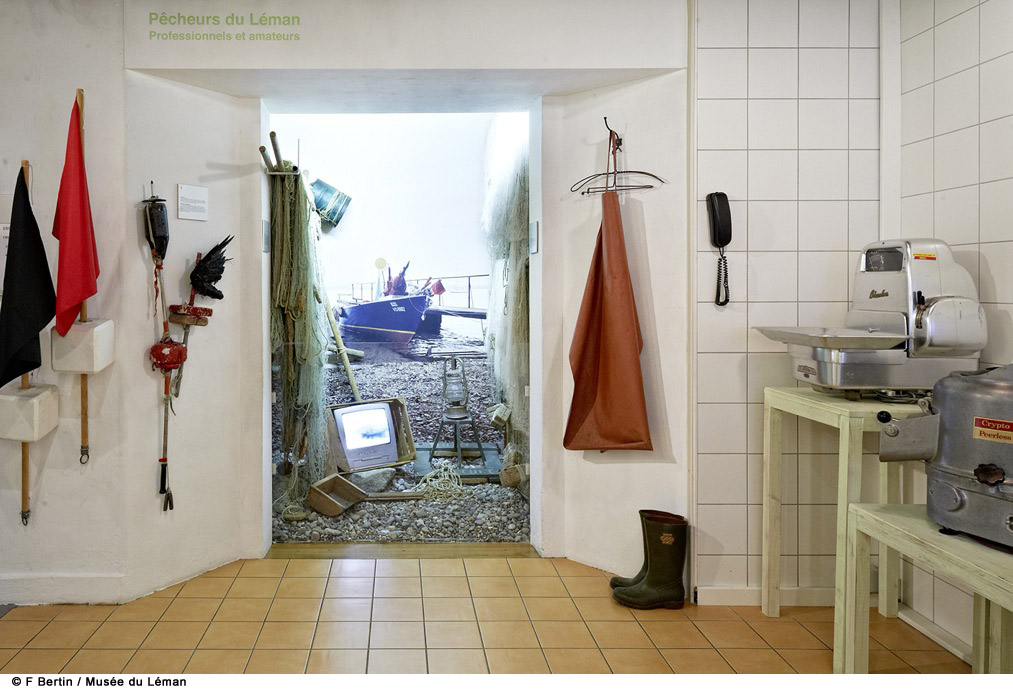
Salle des pêcheurs
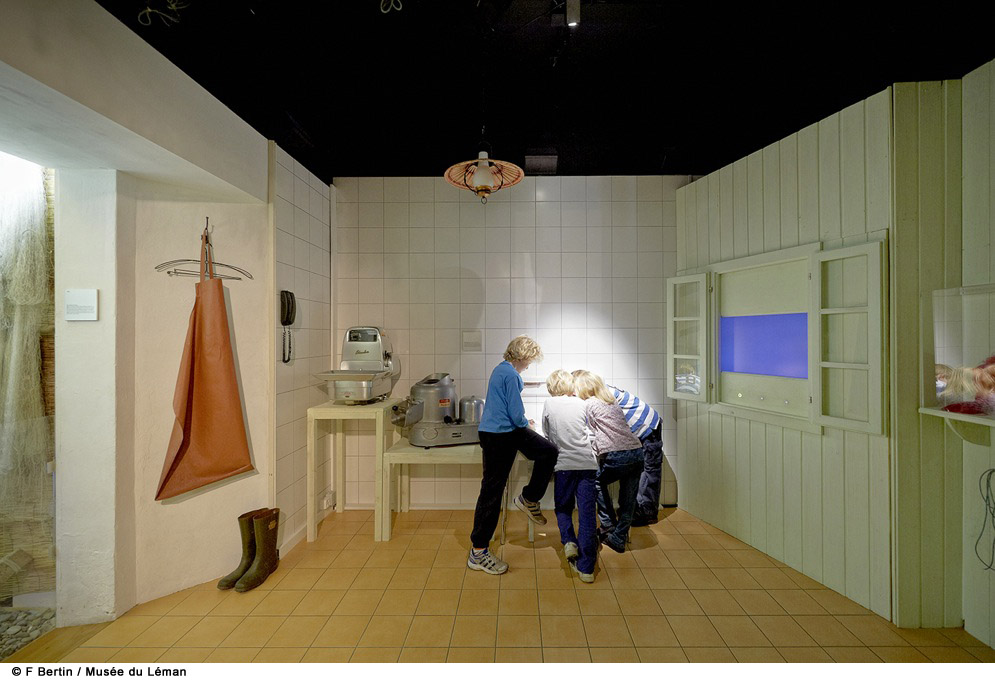
Salle des pêcheurs. Présentation multimédia
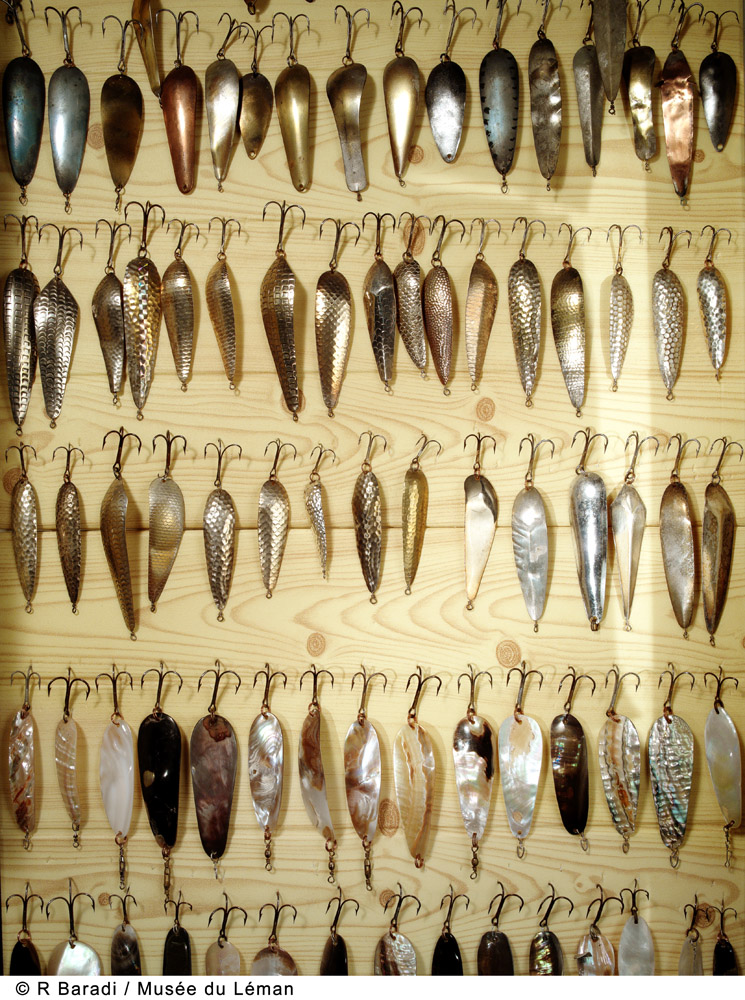
Cuillers du lac Léman

### Sciences naturelles
L'exposition Petite Nature, 36 questions pour décoder le lac donne les clés[style à revoir] pour comprendre le lac d'un point de vue des sciences naturelles. Le sujet même de cette exposition unique implique qu'une diversité de thèmes soient traités : faune, flore, ressources naturelles, météorologie, géologie, chimie ou encore limnologie. Les différentes questions amènent le visiteur à voyager autour du lac (e.g. « Les rives du lac sont-elles naturelles ? »), sur le lac (e.g. « Quelle est la couleur du lac ? »), et dans le lac (e.g. « Où est passé le Rhône ? »).
Au fil de son parcours, le visiteur voyage aussi dans le temps, le lac étant présenté comme une entité dynamique qui n'a pas toujours eu le visage qu'on lui connaît aujourd'hui. L'influence des phénomènes naturels (e.g. « Qui a créé le lac ? ») associés plus tard aux impacts des activités humaines (e.g. « Le lac peut-il déborder ? ») ont énormément fait évoluer le Léman au cours du temps.
Selon le sujet, le lac est vu comme un super-organisme au fonctionnement global (e.g. « Y'a-t-il des marées dans le lac ? »), tandis que d'autres questions s'intéressent à un élément particulier du Léman, une plante, un animal, une île, (e.g. « Le cygne est-il un oiseau du Léman ? », « Qui fabrique les perles du Léman ? »).
Petite Nature interroge aussi sur les enjeux d'aujourd'hui et de demain auxquels le Léman doit/devra faire face.

## Centre de documentation du Léman
Créé en 1998 grâce à la Fondation Ernest Dubois, le centre de documentation réunit, conserve et valorise une riche collection encyclopédique sur le lac et la culture lémanique.
Le centre de documentation héberge plus de 3 500 ouvrages, 320 titres de revues, 800 dossiers documentaires et d’une vaste collection de sources iconographiques.
Il détient des ensembles documentaires particulièrement riches sur les thèmes de la navigation lacustre et fluviale, la construction navale, la pêche, la limnologie, la faune et flore lémanique, l’écologie et la qualité de l’eau, les sports et loisirs aquatiques, notamment les fonds F. A. Forel, A. et J. Piccard, H. Copponex, F. Graeser. A. Fragnière, et L.E. Favre.

## Animations pédagogiques
'Mission Écrevisse, On s'jette à l'eau, Pas si bêtes ou encore Créalac figurent parmi les nombreuses animations proposées par le Musée du Léman. Elles sensibilisent aussi les plus jeunes aux enjeux de sauvegarde du lac. En 2017, plus de 150 groupes scolaires ont participé à l'une de ces animations pédagogiques.

## Expositions temporaires

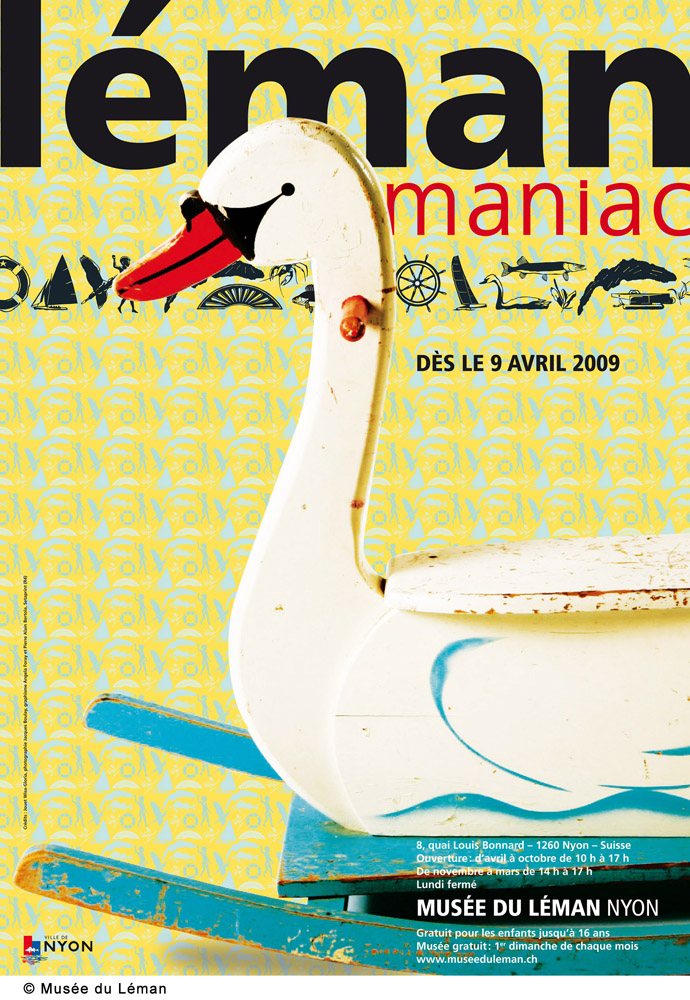
Affiche Léman Maniac

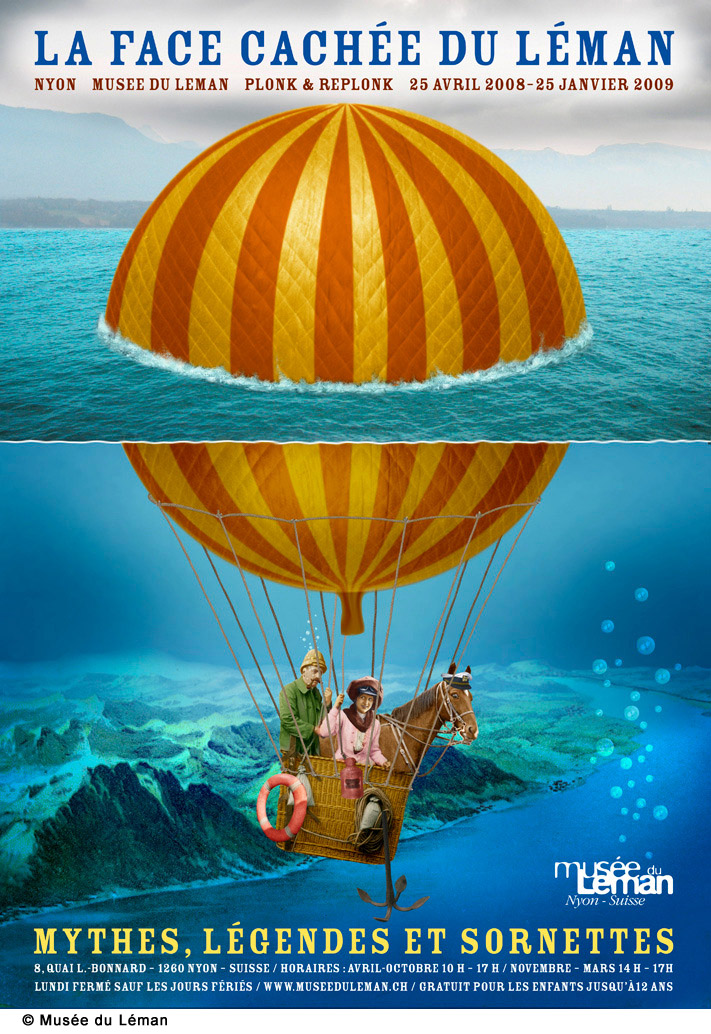
Affiche Plonk et Replonk

- Léman Maniac, objets et documents de nos collection dans un appartement imaginaire, avril 2009 - décembre 2010
- Plonk et Replonk, Mythes, légendes et sornettes, la Face cachée du Léman, avril 2008 - janvier 2009
- Dames du Lac, Figures de proue du Léman, décembre 2002 - mars 2003

## Surface
1 000 m2 d’expositions permanentes et temporaires auxquelles s’ajoutent des locaux administratifs et techniques, ainsi qu’un abri des biens culturels et dépôt pour les collections.

## Visiteurs
En 2017, 22 377 visiteurs ont visité le musée du Léman[réf. nécessaire], près de 700 000 depuis de 1975[réf. nécessaire].

## Conservateurs
- 1954 à 1970 : Edgar Pelichet, notaire, conservateur Château de Nyon, Musée Ariana de Genève, archéologue cantonal
- 1980 à 1988 : Pascale Bonnard, archéologue
- 1989 à 2013 : Carinne Bertola, sociologue, Dr en muséologie du Museum National d'Histoire Naturelle de Paris, devenue cheffe de projet pour l'extension
- 1997 à 2006 : Jean-François Rubin, Dr en biologie de l'Université de Lausanne
- Depuis 2014 : Lionel Gauthier, Dr en géographie de l'Université de Genève